# 客涯
客涯（Kayak，也可写作KAYAK）是一家美国在线旅行社和元搜索引擎公司，母公司为Booking Holdings。

## 历史
公司成立于2004年，原名旅游搜索公司（Travel Search Company, Inc.），2004年9月改名客涯软件公司（Kayak Software Corporation）。
2005年2月，公司网站上线，2007年12月获1.96亿美元投资，投资人包括通用催化、红杉资本、加速合伙公司和橡树投资，并成立子公司SideStep。
2011年1月，SideStep关闭，网址重定向至Kayak.com。2012年7月20日，客涯在纳斯达克公开上市，次年5月21日被Booking Holdings以21亿美元的价格收购。